# Île de France (Mauritius)
Île de France of Isle de France, ook wel Frans-Mauritius genoemd, is de benaming voor Mauritius van 1715 tot 1810, toen het een Franse kolonie was. Naast de eilanden die tegenwoordig de Republiek Mauritius vormen omvatte de kolonie ook de Seychellen, de Chagosarchipel en het eiland Tromelin. Nederlands-Mauritius was in 1710 verlaten door de Republiek en werd vijf jaar later namens de Franse kroon in bezit genomen door een expeditie van drie schepen, uitgereed door Antoine Crozat en onder bevel van Guillaume Dufresne d'Arsel. De Franse regering liet Île de France van 1721 tot 1767 besturen door de Franse Oost-Indische Compagnie. In 1810, tijdens de napoleontische oorlogen, werd het eiland bezet door de Britten en bij de Vrede van Parijs (1814) werd Brits-Mauritius officieel een Britse kolonie.

## Voetnoten
1. ↑  Pierre Ménard, Le Français qui possédait l'Amérique. La vie extraordinaire d'Antoine Crozat, milliardaire sous Louis XIV, 2017, p. 180. ISBN 2749148294